# 皇家香港軍團
皇家香港軍團，亦稱皇家香港軍團（義勇軍）（英語：Royal Hong Kong Regiment (The Volunteers)），又稱香港義勇軍（英語：Hong Kong Volunteers），或簡稱義勇軍，是英屬香港政府成立的香港本地軍事單位，組建歷史可追溯至1854年。軍團隸屬於英屬香港政府，並由香港政府自行調動；而在戰時則由駐港英軍司令指揮。軍團成立之初為自願參與的「香港義勇軍」，當時是為因應駐港英軍被調派參與克里米亞戰爭而成立，以填補香港的防務空缺，成員大部分是居住在香港的英國人；至1878年成為常設的香港本地後備軍，1917年港府規定在香港居住的英國適齡男性必須服兵役，當時的義勇軍主要由被徵召入伍的居民組成。到1920年代改組為「香港義勇防衛軍團」，徵兵制解除，同時招募香港華人居民參加，本地華人參軍人數從此漸漸增加。1939年因應二戰爆發，再次規定英國居港男性參軍。1941年12月因日軍入侵香港而引發香港保衛戰，軍團在歷時18日的戰鬥中有172名成員為港捐軀。1951年，英佐治六世為表彰軍團在戰時的貢獻，授予「皇家」稱號，並重組為「皇家香港防衛軍」。1950年代因香港周邊局勢緊張而規定英籍居民參與，至1961年恢復自願參加。防衛軍於1970年改組，當中的空軍成為皇家香港輔助空軍；陸軍單位成為「皇家香港軍團」，並將義勇軍之名併入成為「皇家香港軍團（義勇軍）」，而後成為第48啹喀步兵旅下轄的單位，至1995年9月3日解散。

## 歷史

### 香港義勇軍成立
由於克里米亞戰爭，駐港皇家海軍需要短暫離開香港，令香港的防衛兵力減少，無暇兼顧活躍於大鵬灣、伶仃洋及南中國海一帶的海盜。是故香港政府徵召香港志願人士組織一支軍隊，於1854年5月成立香港義勇軍（英語：Hong Kong Volunteers，縮寫：HKV），當時有99名歐洲裔香港人應徵入伍。雖然參加義勇軍屬自願性質，但當時有不少志願者在香港具有顯赫身份，如連卡佛百貨創辦人湯馬仕（Thomas A. Lane），商人兄弟佐治．都爹利（George Duddell）與法蘭．都爹利（Frederick Duddell），中環都爹利街即以兩人為名，以及鐘錶商人德忌利士·林柏，中環德忌利士街便是以他命名。1868年，因為歐洲局勢回復穩定，香港義勇軍解散。

### 改組及兵役法
1878年，香港炮兵來福槍義勇軍（英語：Hong Kong Artillery and Rifle Volunteer Corps，縮寫：HKARVC）
成立，於1899年參與進駐新界，雖然當時的義勇軍是志願性質，但由於英國商人在香港從事洋行業務，亦招聘不少英國人到香港工作，所以兵員充足，而且部分志願者曾於英國從軍，使義勇軍有足夠領導人才，港督彌敦及盧吉也很支持義勇軍的運作，故此義勇軍雖屬後備軍，但在香港防務也擔當重要角色。
1914年爆發第一次世界大戰，駐港英軍因歐洲戰事而減少，雖然港府沒有派義勇軍到海外支援英軍作戰，但是義勇軍也有不少兵員決定離開香港前赴歐洲參戰，義勇軍的人數銳減。1917年，香港炮兵及來福槍義勇軍改組為香港防衛軍團（英語：Hong Kong Defence Corps）。同年，香港政府通過《兵役條例》實施徵兵制，規定在香港居住的英國適齡男子必須服役，大部分在香港被徵召參軍的英國人都選擇加入香港防衛軍團。

### 防衛軍與二次大戰

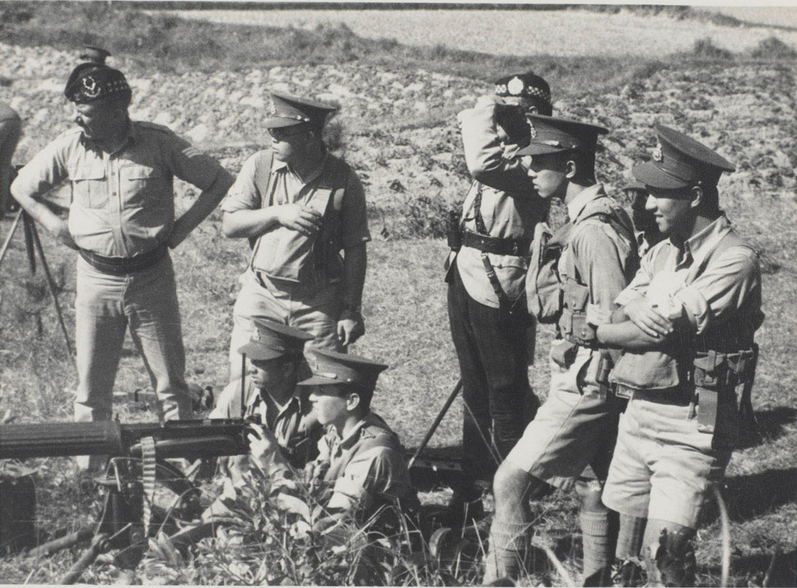
1938年，香港義勇防衛軍隊員在新界操練維克斯機槍

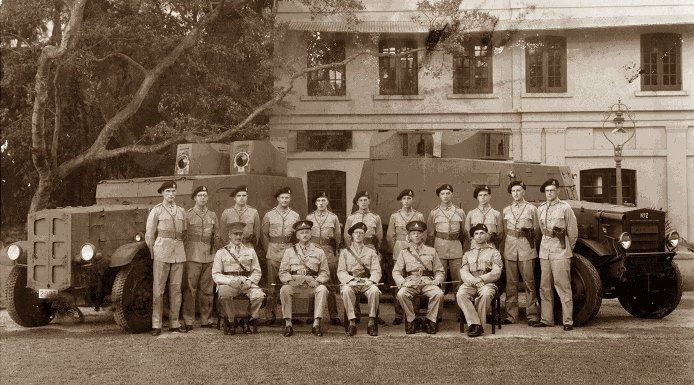
香港義勇防衛軍士官在防衛軍的兩輛裝甲車前合照

1920年，因為一次大戰已經結束，兵員需求減少，參軍改為自願性，後備軍改組為香港義勇防衛軍（縮寫：HKVDC），及新增《志願軍法例》，除了包括一般抵禦外敵的條文外，亦加入了協助香港警察隊和正規軍事部隊應付內亂的一項。防衛軍招募香港人加入，又開始招募女性人員參與醫療工作。防衛軍於1920年代開始配備武裝車輛，最初裝備的是由遮打爵士出資捐贈的一個福特貨車底盤改裝而成，車身上加裝兩支維克斯機槍成為一輛武裝卡車，使用經驗證明配備武裝車輛將可提升防衛軍的作戰機動性，因此總督便在年度預算中提供經費供防衛軍購置裝甲車。防衛軍在1925年裝備第一輛裝甲車，是黃埔船塢使用丹尼士車廠出品的兩軸貨車底盤改造而成，車身改用鋼板製造，頂部可加裝一支機槍。在1930年代初，防衛軍將兩個三軸的Thornycroft貨車底盤同樣交由黃埔船塢打造成裝甲車，但第一輛使用Thornycroft底盤造出的裝甲車和之前以丹尼士底盤製作的裝甲車都有裝甲過重的問題，導致操縱性能不佳，所以使用第二個Thornycroft底盤製造裝甲車時進行改善。1940及1941年有四個百福汽車出品的兩軸貨車底盤被交由九廣鐵路製造裝甲車，至於早期的一輛使用丹尼士底盤及其中一輛Thornycroft底盤製作的裝甲車則被汰換，所以防衛軍在香港保衛戰爆發時共裝備5輛裝甲車。
1939年爆發第二次世界大戰，納粹德國在1940年6月擊敗法國後，德國空軍開始大規模空襲英國，意大利也趁機入侵埃及企圖控制蘇伊士運河，而日本亦與德國和意大利結盟組成軸心國，同時日本開始規劃入侵東南亞，令東亞局勢日益緊張。在日本發動太平洋戰爭入侵香港前，當時在西歐只剩下英國單獨對抗納粹德國及意大利，英國已無暇顧及遠東地區，駐港英軍只有4個正規步兵營，雖然在1941年11月有兩營加拿大軍抵港增援香港守軍，但連同相當於一個步兵營的香港義勇防衛軍、一連剛成立的香港華人軍團，以及一隊曉士兵團民兵，香港守軍的總人數也僅有萬餘人，而日軍投入侵略香港的兵力卻達4萬人，所以防衛軍雖為後備軍，但在香港的整體防務具有重要位置。
防衛軍在戰前的編組有炮兵連、高射炮連、裝甲車排、工兵排及重機槍連等。港督羅富國在1939年決定重啟徵兵制，同年7月香港立法局通過《戰鬥人員義務法令》，規定在香港居住的適齡英國男性服兵役，由於該批英國人在香港都各有職業，所以大部分都參加屬於香港後備軍的香港義勇防衛軍，平時無須常駐於軍營，但要定期入營接受軍訓及被召集時參與演練。由於徵兵制的實施，因此防衛軍的兵員主要由居港的英國人組成。另一方面，加入防衛軍的華人居民越來越多，所以香港華人在防衛軍也佔一定比例，防衛軍第3連有117人，大部分士兵是歐亞混血兒，因此被稱為「歐亞部隊」，而在1937年10月編成的第4連全是由香港華人組成。

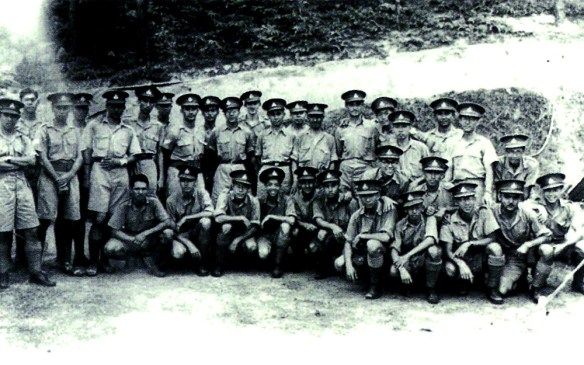
香港義勇防衛軍第3連在香港保衛戰爆發前的一幅合照，該連於戰時駐守在渣甸山及黃泥涌峽的防線，於1941年12月19日奮力抗擊入侵香港島的日軍，造成日軍嚴重傷亡，然而該連也有多人在作戰中陣亡

1941年12月5日，由於英國取得的情報顯示日本即將向英國開戰，香港防衛軍因此召集2,200名各級成員準備抗擊日軍。12月8日清晨，日軍入侵香港觸發香港保衛戰，防衛軍在戰爭首天便在新界協助皇家工兵執行破壞和堵路的任務，拖延日軍推進。日軍於12月18日登陸香港島，據守渣甸山、黃泥涌峽及壽臣山的防衛軍與日軍發生激戰，防衛軍在渣甸山的機槍堡、黃泥涌峽及壽臣山的防線，都力戰到最後一刻，其中第3連的隊員在渣甸山和黃泥涌峽的戰鬥中幾乎全數陣亡，而在赤柱的防衛軍也竭力而戰。香港總督楊慕琦在孤立無援及無力扭轉敗局下，於12月25日下午向兵力及裝備都明顯佔優的日軍投降，不過在赤柱由華里士准將指揮的東旅部隊，因未能確認消息而未有投降，在赤柱的防衛軍一直堅守至12月26日接到英軍投降手令才投降。在歷時18天的戰鬥中，防衛軍有172人陣亡，39人失蹤，另有78人在戰俘營中身亡。當中部分成員輾轉前往緬甸組成香港志願連（英文：The Hong Kong Volunteer Company，縮寫：HKVC）參加緬甸遠征軍特種部隊，在東南亞繼續對日軍作戰；另有一些成員潛入中國參與英軍服務團，協助中國政府及英國軍方對抗日本，任務包括為盟軍收集情報、營救戰俘及救助飛行員等工作。1945年8月15日，日本戰敗投降，皇家海軍太平洋分遣艦隊在夏愨少將率領下於8月30日抵達香港，香港重光，英國官方於同年9月16日主持接受日軍投降儀式。

### 皇家香港防衛軍

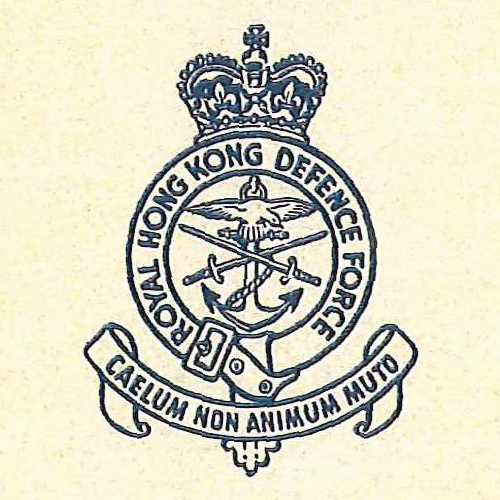
皇家香港防衛軍（Royal Hong Kong Defence Force）的軍徽

1948年，香港義勇防衛軍進行重組，在1949年設立香港防衛軍（縮寫：HKDF），香港義勇防衛軍改組為香港軍團（縮寫：HKR）並成為香港防衛軍的轄下單位，而香港防衛軍轄下還設有空軍及海軍單位。
1950年代，因發生韓戰、國泰航空客機被中國解放軍擊落事件及持續的台灣海峽武裝衝突，導致東亞及香港周邊地區的局勢再度緊張，香港政府為了應付防衛及保安上的需要，於1951年立法局通過第246章《強制服役條例》，在香港的英國籍適齡人士包括華人，可被徵召參加防衛軍或其他治安及民防部隊，故此防衛軍在當時除了志願役人員，也有市民是因強制服役而入伍。1950年，防衛軍於跑馬地設立總部。
英皇佐治六世在1951年為表彰香港義勇防衛軍在二次大戰的貢獻，決定授予防衛軍「皇家」稱號，並由港督葛量洪代表英國君主頒授新軍旗，成為皇家香港防衛軍（縮寫：RHKDF）。1957年，皇家香港防衛軍與正規部隊同樣獲頒香港保衛戰的榮銜，包括19枚勳章和18次傳令嘉獎，而代表香港保衛戰的榮銜亦被縫繡在軍旗上。
1959年，籌建於1933年的香港皇家海軍志願後備隊，因爲被併入皇家香港防衛軍而更名為香港皇家海軍後備隊，成為皇家香港防衛軍的屬下海軍部隊。1961年6月第246章《強制服役條例》被撤銷，參加防衛軍全面恢復為自願性質。

### 改組香港軍團

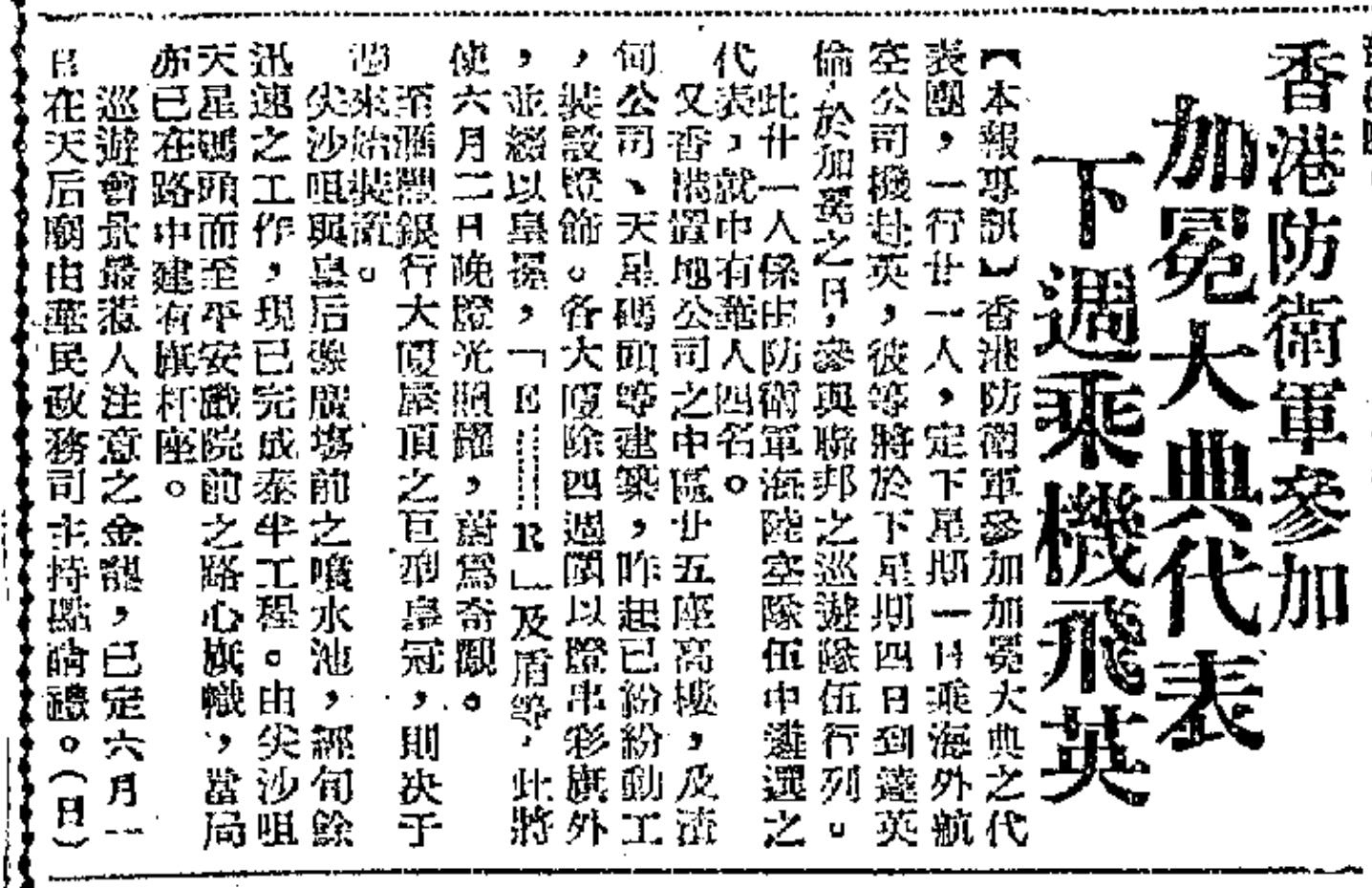
1953年5月15日《工商晚報》報導皇家香港防衛軍派出21名成員，將於下週前往英國倫敦參加英女皇伊利沙伯二世加冕大典的巡遊活動

1963年，香港軍團改組為輕裝偵察團，協助駐港英軍執行偵察任務，獲配發6輛雪貂裝甲車。
1967年3月，皇家香港防衛軍撤銷海軍部隊，香港皇家海軍後備隊解散。同年年初，受中國政府支持的鬥委會在香港策動六七暴動，至1967年7月8日中國軍隊入侵香港沙頭角警崗引發沙頭角槍戰，鬥委會又於港九市區發動炸彈襲擊浪潮，香港軍團奉召執行內部保安工作，與駐港英軍協助香港警察平息歷時達6個月及多達51人死亡的左派暴動。

### 皇家香港防衛軍分拆重組
1970年，皇家香港防衛軍進行重組，屬下的陸軍及空軍部隊分別獨立成為香港軍團及香港輔助空軍，與此同時，英女皇伊莉莎白二世分別授予「皇家」名銜，成為皇家香港軍團（縮寫：RHKR）及皇家香港輔助空軍（英語：The Royal Hong Kong Auxiliary Air Force，縮寫：RHKAAF），使這兩個分拆出來的軍事單位仍可繼承皇家香港防衛軍的榮譽。此外，「義勇軍」之名亦併入皇家香港軍團，成為皇家香港軍團（義勇軍）（英語：Royal Hong Kong Regiment (The Volunteers)，縮寫：RHKR (V)）。另外，由於香港軍團自1963年起便成為輕裝偵察團，相當於英軍騎兵單位，而軍團原有的旗幟，則因為皇家香港防衛軍的解散而需作變更；因此，英女皇頒授軍團一面英軍騎兵燕尾式軍旗，並於1971年5月8日舉行的授旗禮上，由港督戴麟趾爵士代表英女皇向軍團頒授軍旗。
1979年6月16日，軍團奉召維護邊境安全，在香港邊境禁區派駐130人並維持最少3天，協助香港政府應付從中國湧入香港的非法入境者。港督麥理浩於1980年10月24日宣布取消抵壘政策，實施即捕即解政策，軍團受命總動員，在寬限期內協助駐港英軍及警察堵截非法入境者，軍團單在10月便截獲555個非法入境者。
1983年，軍團成立一支由女性團員所組成的女兵部隊，以支援第48啹喀步兵旅，工作包括提供傳譯、通訊和救護人員，並且擔任搜索任務。
1991年6月至10月，軍團在石鼓洲的越南船民收容中心執行保安工作，成功平息一場嚴重的船民暴動。

### 皇家香港軍團（義勇軍）解散
隨著《中英聯合聲明》在1984年12月19日的簽署，香港進入後過渡期。香港政府於1992年宣布於3年後解散皇家香港軍團，此舉刺激大量人士投考。1993年6月6日，最後一批175名新兵完成訓練，軍團最後一次舉行結業禮。
1995年6月，軍團進行最後一次野戰訓練。同年9月2日下午，軍團列隊步操經過灣仔北部向香港市民道別。同日晚上，軍團在粉嶺新圍軍營舉行會操。9月3日，軍團成員在港督府站崗，在午夜時分最後一次降下皇家軍旗，軍團正式解散。

## 軍隊架構

### 總部
皇家香港軍團（義勇軍）總部位於香港島跑馬地體育路1號，原址建築於1994年拆卸，地皮以象徵式租金交予香港賽馬會及紀利華木球會使用。

### 職責
- 協助駐港英軍保衛香港
- 於非常時期（如六七暴動）協助香港警隊維持香港治安
- 協助各種緊急的抗災及救援

### 編制
皇家香港軍團（義勇軍）約有團員950名，逾50名文職人員。而軍團中校司令官、少校訓練官、少校軍需官、上尉副官、一級准尉軍團士官長和5名二級准尉中隊教官，全部均由英國軍隊調派出任。
皇家香港軍團（義勇軍）下轄一個團總部及多個中隊：
- 1個軍團總部，設有多個不同功能隊伍，包括：行政分隊、通訊分隊、情報小隊、醫療小隊及軍團警察。
- 1個總部中隊，設有多個不同功能分隊，包括：突擊隊，配備無線電、吉普車及突擊快艇，另外設有女兵隊及支援隊。
- 4個偵察中隊，分別為A、B、C、D中隊，配備無線電及吉普車。
- 1個本土警衛中隊，由41至55歲團員組成。
- 1個訓練中隊，負責新兵訓練事務。
- 1個軍樂隊。

另外，設有1個由14至16歲青少年組成的皇家香港軍團（義勇軍）少年領袖團，教官概由義勇軍成員出任，團員需要接受紀律、步操、急救、無缐電通訊、槍械射擊、攀石游繩、拯溺、地圖閱讀及領袖訓練。

### 訓練
皇家香港軍團（義勇軍）團員每月需要接受為期兩個晚上及一個周末的中隊集合訓練。每年4月及11月，團員均會舉行入營集合訓練，每次為期9日。義勇軍亦會舉行其他訓練課程，包括訊號、使用武器和領導才能等訓練。此外，軍團每年均會調派見習軍官前住英國森赫斯軍官學校與英國本土防衛軍見習軍官一同接受為期兩周的畢業考試訓練課程。此外，軍團經常參加駐港英軍所舉行的軍事演習。
軍團的大部分成員都有本身的職業，又因團員來自不同專業，也使軍團的成員各具不同的專業技能。團員在當值或接受訓練皆可獲發薪酬。徜若團員的出勤記錄良好，又能夠通過每年舉行的個人武器使用測驗、作戰體能測驗及急救測驗，更可以獲得年度獎金。

## 裝備

### 車輛
皇家香港軍團主要採用英國設計的車輛，不過最早裝備及在香港保衛戰使用的輪式裝甲車，卻是香港本地製造。
下列是二戰後裝備的主要車輛：
- 雪貂裝甲車
- 越野路華

### 武器
皇家香港軍團曾經裝備多種武器，在一戰至二戰時期主要裝備李-恩菲爾德步槍、維克斯機槍、路易士機槍及布倫輕機槍。
下列是1970年代至1990年代使用的主要輕武器：
- L1A1半自動步槍
- M16A2突擊步槍
- XM-177卡賓槍
- L85A1突擊步槍
- L86A1輕型支援武器
- L7通用機槍
- 斯特林衝鋒槍
- 雷明登870泵動式霰彈槍
- 法德魯防暴槍
- 白朗寧大威力半自動手槍

## 著名團員
- 布達勞
- 高禮和
- 方心讓爵士
- 張奧偉爵士，CBE，QC，SC，JP
- 霍德爵士，LVO，OBE，KBE
- 鄧梓峰
- 林一鳴博士
- 曾守明

## 外部連結
- 皇家香港軍團（義勇軍）協會
- 皇家香港軍團（義勇軍）facebook專頁（页面存档备份，存于）